# Liste der Fornminnen in Elleholm

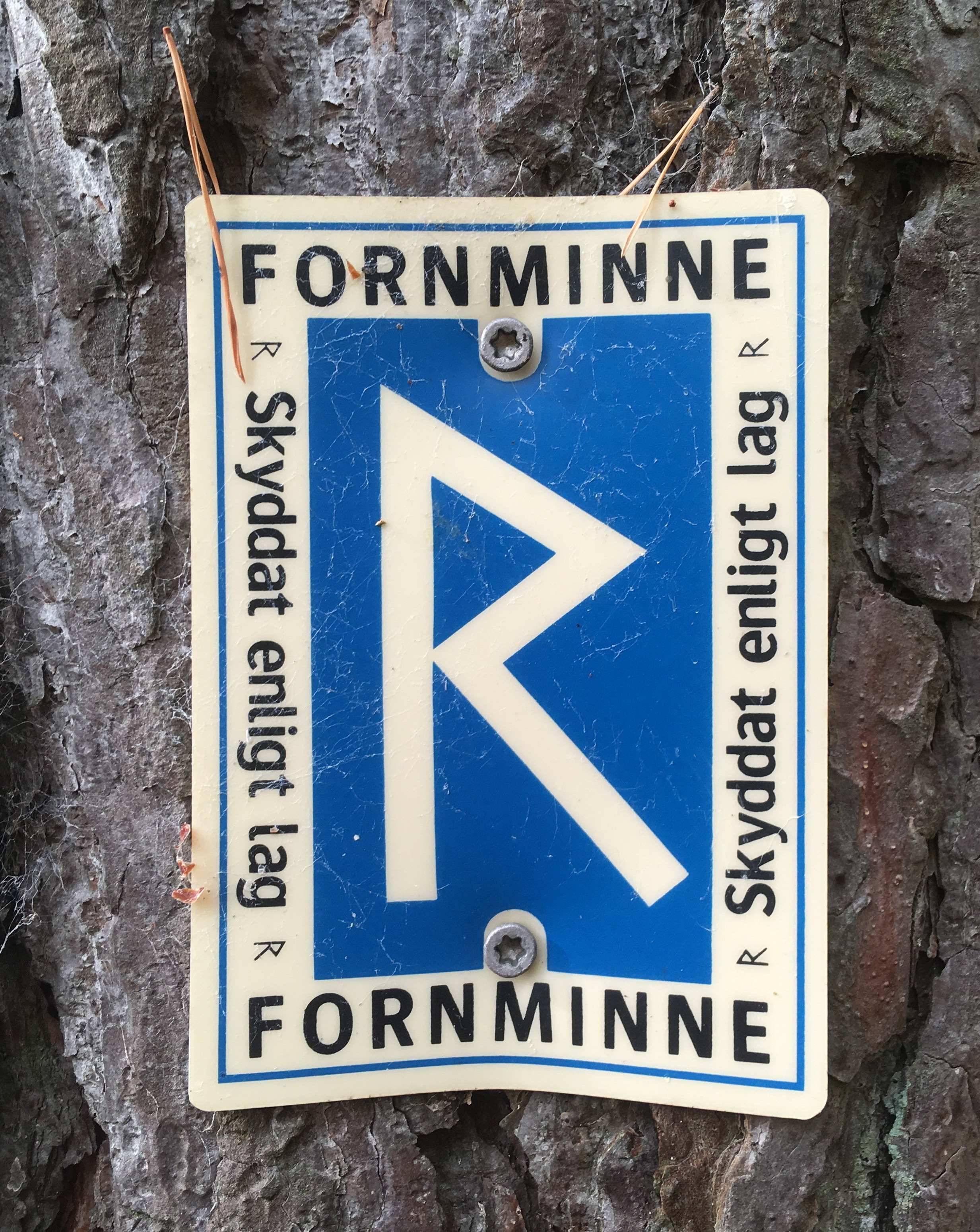
Zeichen für „Fornminnen“ in Schweden

Diese Liste der Fornminnen in Elleholm zeigt die „alten/antiken Denkmale“ (schwedisch fornminnen) im ehemaligen Socken Elleholm in der heutigen Gemeinde Karlshamm der südschwedischen Provinz Blekinge län, sie ist eine Teilliste der „Liste der Fornminnen in Blekinge“. Die Aufteilung basiert auf der historischen Zuordnung der Gebiete in Socken (siehe auch) und der Einteilung des Zentralamt für Denkmalpflege Riksantikvarieämbetet (RAÄ). Es werden die Fornminnen aufgeführt, die auf dem Suchdienst „Fornsök“ registriert sind, welcher weitere Informationen zu den bekannten kulturhistorischen Überresten in Schweden enthält.

## Begriffserklärung
Fornminnen (schwedisch für alte/antike Denkmale oder archäologische Funde) sind in Schweden alte Objekte und archäologische Funde (Fornlämningar), welche die Überreste menschlicher Aktivitäten in der Vergangenheit bezeichnen, die durch frühere Nutzung entstanden sind und dauerhaft aufgegeben wurden. Dabei gilt für Fornminnen, die vor 1850 entstanden sind, dass sie automatisch durch das Gesetz geschützt sind. Aber auch jüngere Überreste können zu Bodendenkmalen erklärt werden, wenn sie sich an ihrem ursprünglichen Standort befinden und weitgehend erdgebunden sind. Als Fornminnen zählen u. a. Siedlungen und Siedlungsreste aus prähistorischer Zeit, Gräber und Grabstätten, Burgruinen, Ruinen von Klöstern, Kirchen und Schlössern, Steine und Felsen mit Inschriften und Bildern (z. B. Runensteine und Petroglyphen), insofern sie nicht schon als Einzeldenkmal unter Byggnadsminnen (schwedisch für Baudenkmale) oder kyrkliga Kulturminnen (schwedisch für kirchliches Kulturgut) ausgewiesen sind.

## Legende
| ID           | = | ID.Nr. des Denkmalregisters (Fornsök) im schwedische Amt für nationales Kulturerbe (Riksantikvarieämbetet (RAÄ)) |
| Lage         | = | Koordinatenangabe des Standorts                                                                                  |
| Bezeichnung  | = | Bezeichnung des Denkmalobjekts (auch RAÄ-Nr.)                                                                    |
| Beschreibung | = | Name (Denkmaltyp/Dokumentenverweis im Arkivsök) sowie eine kurze Beschreibung des Objekts                        |
| Bild         | = | Bild des Objekts sowie Verweis auf weitere Bilder                                                                |

## Fornminnen Elleholm
| ID             | Lage    | Bezeichnung (RAÄ-Nr.)      | Beschreibung | Bild           |
| -------------- | ------- | -------------------------- | --- | -------------- |
| 10099000030001 | (Karte) | Elleholm 3:1, Burg         | Elleholm 3:1 (Burg / L1979:4599) mittelalterliches Burgareal (als schwedisch „Sjöborg“ bekannt) mit nachgewiesenen Funden aus dem 14. – 16. Jh.; im Norden der Elleholm-Insel im Mörrumsån | Weitere Bilder |
| 10099000040001 | (Karte) | Elleholm 4:1, Steinsetzung | Elleholm 4:1 (Steinsetzung / L1979:5165) runde, steingefüllte (ca. 9 m Durchmesser) Steinsetzung im Süden der Sjöstugan-Halbinsel im Osten des „Elleholm“-Naturschutzgebiet | Weitere Bilder |
| 10099000050001 | (Karte) | Elleholm 5:1, Steinsetzung | Elleholm 5:1 (Steinsetzung / L1979:4217) fast runde, überwachsene (ca. 4 m Durchmesser) Steinsetzung auf der Sjöstugan-Halbinsel im Osten des „Elleholm“-Naturschutzgebiet, ca. 100 m nördlich der Steinsetzung „Elleholm 4:1“                                                                                    | Weitere Bilder |
| 10099000060001 | (Karte) | Elleholm 6:1, Steinsetzung | Elleholm 6:1 (Steinsetzung / L1979:4737) fast runde, tw. überwachsene (ca. 6 m Durchmesser) Steinsetzung mit 4 größeren Steinen am westlichen Rand auf einem Hügel nördlich von Forsbacka, etwa 400 m südwestlich der Petroglyphe „Elleholm 115“                                                                  | Weitere Bilder |
| 10099000090001 | (Karte) | Elleholm 9:1, Steinsetzung | Elleholm 9:1 (Steinsetzung / L1979:4875) flache, fast runde (ca. 3 m Durchmesser), tw. überwachsene Steinsetzung an der Ostseeküste im Westen des „Elleholm“-Naturschutzgebiet inmitten eines historisch nachgewiesenen Lachs-Fanggebietes aus dem 18. Jh. mit Netzbefestigungen (L1978:7040) am Küstenhang       | Weitere Bilder |
| 10099000110001 | (Karte) | Elleholm 11:1, Wegmarke    | Elleholm 11:1 (Wegmarke / L1979:4876) historische Wegmarkierung (ehemals gusseiserner Meilenstein) etwa 2 km nordwestlich von Elleholm neben Svenstorpsvägen, bestehend aus einem etwa 1 m hohen quadratischen 2 x 2 m Sockel, der gusseiserne ehemalige Meilenstein fehlt seit den 1920er Jahren (Bildnachweis). | Weitere Bilder |
| 12000000129037 | (Karte) | Elleholm 53, Steinsetzung  | Elleholm 53 (Steinsetzung / L1978:4969) fast runde (ca. 1,5 m Durchmesser), tw. überwachsene Steinsetzung südlich von Elleholm nahe der Ortschaft Nabben, neben einem ehemaligen Steinabbau-Gebiet (L1978:4972)                                                                                                   | Weitere Bilder |
| 12000000139958 | (Karte) | Elleholm 115, Petroglyphe  | Elleholm 115 (Petroglyphe / L1978:7638) als Petroglyphe ausgewiesenes Vorkommen von mehreren Schalengruben auf einem Steinblock nordöstlich von Forsbacka und ca. 400 m von Steinsetzung „Elleholm 6:1“. | Weitere Bilder |